# Oberea consentanea
Oberea consentanea är en skalbaggsart som beskrevs av Francis Polkinghorne Pascoe 1867. Oberea consentanea ingår i släktet Oberea och familjen långhorningar.
Artens utbredningsområde är:
- Sarawak.
- Myanmar.

Inga underarter finns listade i Catalogue of Life.